# Anders Bæksted
Anders Bæksted, född 1906, död 1968, var en dansk runolog.
Bæksted medverkade bland annat i Lis Jacobsens och Erik Moltkes Danmarks Runeindskrifter (1942) och utgav Islands Runeindskrifter (1942) samt Runerne. Deres Historie og Brug (1943).

## Övriga källor
- Svensk uppslagsbok, 2:a upplagan, 1947